# فرلیگسبورگ، کبک
فرلیگسبورگ (به فرانسوی: Frelighsburg) شهری در منطقه شهری بروم-میسیسکوا ناحیه مونترژی در استان کبک کانادا است. در سرشماری سال ۲۰۱۱ این شهر ۱٬۱۰۹ نفر جمعیت داشته‌است و مساحت آن ۱۲۳٫۲۷ کیلومتر مربع است.